# Citomegalovirus
El citomegalovirus (Cytomegalovirus), és un tipus d'herpesvírid de la subfamília Betaherpesvirinae. De fet, és un gènere de virus de l'ordre Herpesvirales, pertanyent a la família Herpesviridae, i a la subfamília Betaherpesvirinae. En la literatura mèdica, el terme citomegalovirus, sense més qualificatiu, es refereix al citomegalovirus humà, encara que tant humans com micos en poden ser els hostes naturals. Les principals malalties associades amb el citomegalovirus són la mononucleosi i la pneumònia. El citomegalovirus humà és el més estudiat de tots els citomegalovirus.
La seva infecció és generalment asimptomàtica, però el virus quedarà de forma latent en l'individu infectat. En els països desenvolupats, al voltant del 60% de la població presenta el virus en forma latent. En països en vies de desenvolupament, aquesta xifra pot augmentar fins a més del 90%.
Ataca principalment les glàndules salivars i pot resultar en una malaltia greu o fatal per al fetus si la infecció té lloc durant l'embaràs. És també una de les causes més freqüents de complicacions després d'un trasplantament d'òrgan.

Esquema d'un citomegalovirus